# Jo-Wilfried Tsonga
Jo-Wilfried Tsonga (Le Mans, 17 april 1985) is een voormalig tennisspeler uit Frankrijk die zijn laatste professionele wedstrijd speelde (en verloor) tegen de Noor Casper Ruud op Roland Garros 2022. Zijn beste prestaties zijn het bereiken van de finale van het Australian Open in 2008 en het winnen van het ATP-toernooi van Parijs 2008.
Hij is geboren als zoon van een Franse moeder en een Congolese vader. Zijn hoogste ranking tot nu toe bereikte hij na het winnen van het ATP-toernooi van Parijs 2008 met een 6e plaats en op 27 februari 2012 een 5e plaats op de wereldranglijst.
De spelers van het ATP-circuit gaven hem de bijnaam "The Muhammad Ali of Tennis" omdat hij nogal lijkt op Muhammad Ali, die een van zijn helden was.

## Carrière

### Junioren
Als jeugdspeler was hij al succesvol. Hij won het US Open bij de junioren in 2003. In de finale versloeg hij de Cyprioot Marcos Baghdatis. Ook bereikte hij in drie andere grandslamtoernooien de halve finale.

### 2007
Zijn eerste opmerkelijke prestatie was op het Australian Open 2007 waar hij in zijn tweede grandslamoptreden werd toegelaten met een wildcard. Hij was nummer 212 op de wereldranglijst en speelde tegen de als zesde geplaatste Andy Roddick. In de langste tiebreak ooit op het Australian Open won hij de eerste set met 20-18. In de tweede set was ook een tie-break nodig, maar die verloor hij, net als de volgende twee sets. Hij was toen 21 jaar.
In 2007 won hij vier Challenger-titels: in Tallahassee, Mexico-Stad, Lanzarote en Surbiton. Hij kwalificeerde zich voor het Queens waar hij speelde tegen de als nummer zes geplaatste titelverdediger Lleyton Hewitt, de nummer 16 van de wereldranglijst. Met twee tie-breaks won hij deze wedstrijd.
Op Wimbledon werd hij opnieuw toegelaten met een wildcard. Hij bereikte de vierde ronde door achtereenvolgens Julien Benneteau, Nicolás Lapentti en Feliciano López te verslaan. In die vierde ronde was zijn landgenoot Richard Gasquet, de nummer 14 van de wereldranglijst in drie sets te sterk. Met deze prestatie steeg hij naar de 75e plaats op de wereldranglijst en kwam voor het eerst de top 100 binnen.
Op het US Open versloeg hij in de eerste ronde Óscar Hernández en in de volgende Tim Henman. Het was Henmans laatste grandslamwedstrijd. In de derde ronde was Rafael Nadal te sterk met 7-6, 6-2 en 6-1. In het volgende grandslamtoernooi zou hij dit rechtzetten.
Op het ATP-toernooi van Lyon won hij voor het eerst een dubbelspeltitel. Dit deed hij samen met zijn landgenoot Sébastien Grosjean.

### 2008
In Adelaide was hij als zesde geplaatst. Hij bereikte daar de halve finale waarin hij verloor van Jarkko Nieminen.
Op het toernooi van Sydney won hij samen met Richard Gasquet het dubbelspeltoernooi. In de finale versloegen ze verrassend het beste dubbelteam van de wereld van dat moment; het duo Bob en Mike Bryan nadat ze twee wedstrijdpunten tegen hadden gekregen.
Tsonga startte het Australian Open met een zware loting tegen de als negende geplaatste Andy Murray. De Schot werd in vier sets verslagen. In de tweede ronde won hij eenvoudig van de Amerikaanse kwalificant Sam Warburg. Een zege op de Spanjaard Guillermo García López bracht hem in de vierde ronde. Zijn landgenoot Richard Gasquet werd in de volgende ronde in vier sets opzij gezet. In de kwartfinale versloeg hij tot ieders verrassing de sterke Michail Joezjny in drie sets met 7-5, 6-0, 7-6. De sensatie was compleet toen hij in de halve finale in drie sets te sterk was voor de nummer twee van de wereld, de Spanjaard Rafael Nadal. Nadal had tot dat moment nog geen set verloren. In de finale tegen Novak Djokovic won hij de eerste set. Đoković had tot dat moment ook nog geen set verloren, maar in de drie sets daarna was Đoković hem te sterk.

### 2009
Tsonga reikte tijdens het Australian Open niet verder dan de kwartfinale, waar hij de Spanjaard Fernando Verdasco ontmoette. Hij werd in 4 sets verslagen. Het grandslamtoernooi in zijn thuisland, waar hij voor het eerst sinds 2006 aan mee deed, verliep goed. Hij verloor in de vierde ronde in een viersetter van Juan Martín del Potro, dat is zijn beste resultaat op het gravel van Roland Garros tot nu toe. Op Wimbledon werd Tsonga in de derde ronde verslagen door Ivo Karlović.
Op het US Open kwam hij tot de vierde ronde, waar Fernando González te sterk bleek.

### 2010
Op het Australian Open speelde Tsonga voor het eerst tijdens een ATP-toernooi een vijfsetter, dat deed hij in de vierde ronde tegen Nicolás Almagro. In de kwartfinale won hij weer een vijfsetter, ditmaal van Novak Djokovic. Roger Federer wist in de halve finale van Tsonga te winnen in drie sets. Aan het begin van het gravelseizoen was Tsonga geblesseerd. Op zijn tweede graveltoernooi, het toernooi van Barcelona, kwam de Fransman tot de kwartfinale, waar hij verrassend uitgeschakeld werd door Thiemo de Bakker. Op het ATP-toernooi van Rome werd hij wederom in de kwartfinale uitgeschakeld, de nummer 13 David Ferrer won met 4-6 en 1-6. Op Roland Garros won Tsonga in de eerste ronde met een vijfsetter tegen de Duitser Daniel Brands. In de volgende ronde versloeg hij landgenoot Josselin Ouanna, in de derde ronde Thiemo De Bakker,in de vierde ronde gaf hij op tegen Michail Joezjny na de eerste set verloren te hebben.

### 2022
In april 2022 kondigde Tsonga op 37-jarige leeftijd zijn tennispensioen aan. Hij zou zijn carrière afsluiten op zijn 15de deelname aan Roland Garros in datzelfde jaar.
Op 24 mei 2022 speelde Tsonga zijn laatste professionele ATP wedstrijd op Roland Garros 2022. Hij verloor in de eerste ronde in vier sets tegen de Noor Casper Ruud. Na afloop kreeg Tsonga een staande ovatie van het Franse publiek gevolgd door een afscheidceremonie op Court Philippe-Chatrier.

## Palmares
| Legenda                       | Legenda               |
| ----------------------------- | --------------------- |
| Grand Slam                    |                       |
| Olympische Spelen             |                       |
| tot 2009                      | vanaf 2009            |
| Tennis Masters Cup            | ATP Finals            |
| ATP Masters Series            | ATP Tour Masters 1000 |
| ATP International Series Gold | ATP Tour 500          |
| ATP International Series      | ATP Tour 250          |

### Enkelspel
| Nr.                  | Datum             | Toernooi              | Ondergrond    | Tegenstander in finale | Score                 |               |
| -------------------- | ----------------- | --------------------- | ------------- | ---------------------- | --------------------- | ------------- |
| gewonnen finales     |                   |                       |               |                        |                       |               |
| 1.                   | 22 september 2008 | ATP Bangkok           | Hardcourt (i) | Novak Djokovic         | 7-6, 6-4              | details       |
| 2.                   | 2 november 2008   | ATP Parijs            | Hardcourt (i) | David Nalbandian       | 6-3, 4-6, 6-4         | details       |
| 3.                   | 2 februari 2009   | ATP Johannesburg      | Hardcourt     | Jérémy Chardy          | 6-4, 7-6              | details       |
| 4.                   | 16 februari 2009  | ATP Marseille         | Hardcourt (i) | Michaël Llodra         | 7-5, 7-6              | details       |
| 5.                   | 11 oktober 2009   | ATP Tokio             | Hardcourt     | Michail Joezjny        | 6-3, 6-3              | details       |
| 6.                   | 25 september 2011 | ATP Metz              | Hardcourt (i) | Ivan Ljubičić          | 6-3, 6-7(4), 6-3      | details       |
| 7.                   | 30 oktober 2011   | ATP Wenen             | Hardcourt (i) | Juan Martín del Potro  | 6-7(5), 6-3, 6-4      | details       |
| 8.                   | 7 januari 2012    | ATP Doha              | Hardcourt     | Gaël Monfils           | 7-5, 6–3              | details       |
| 9.                   | 23 september 2012 | ATP Metz              | Hardcourt (i) | Andreas Seppi          | 6-1, 6-2              | details       |
| 10.                  | 24 februari 2013  | ATP Marseille         | Hardcourt (i) | Tomáš Berdych          | 3-6, 7-6(6), 6-4      | details       |
| 11.                  | 10 augustus 2014  | ATP Toronto           | Hardcourt     | Roger Federer          | 7-5, 7-6(3)           | details       |
| 12.                  | 27 september 2015 | ATP Metz              | Hardcourt (i) | Gilles Simon           | 7-6(5), 1-6, 6-2      | details       |
| 13.                  | 19 februari 2017  | ATP Rotterdam         | Hardcourt (i) | David Goffin           | 4-6, 6-4, 6-1         | details       |
| 14.                  | 26 februari 2017  | ATP Marseille         | Hardcourt (i) | Lucas Pouille          | 6-4, 6-4              | details       |
| 15.                  | 27 mei 2017       | ATP Lyon              | Gravel        | Tomáš Berdych          | 7-6(2), 7-5           | details       |
| 16.                  | 22 oktober 2017   | ATP Antwerpen         | Hardcourt (i) | Diego Schwartzman      | 6-3, 7-5              | details       |
| 17.                  | 10 februari 2019  | ATP Montpellier       | Hardcourt (i) | Pierre-Hugues Herbert  | 6-4, 6-2              | details       |
| 18.                  | 22 september 2019 | ATP Metz              | Hardcourt (i) | Aljaž Bedene           | 6-7(4), 7-6(4), 6-3   | details       |
| verloren finales     |                   |                       |               |                        |                       |               |
| 1.                   | 14 januari 2008   | Australian Open       | Hardcourt     | Novak Djokovic         | 6-4, 4-6, 3-6, 6-7(2) | details       |
| 2.                   | 13 februari 2011  | ATP Rotterdam         | Hardcourt (i) | Robin Söderling        | 3-6, 6-3, 3-6         | details       |
| 3.                   | 13 juni 2011      | ATP Londen            | Gras          | Andy Murray            | 6-3, 6-7, 4-6         | details       |
| 4.                   | 13 november 2011  | ATP Parijs            | Hardcourt (i) | Roger Federer          | 1-6, 6-7(3)           | details       |
| 5.                   | 27 november 2011  | ATP World Tour Finals | Hardcourt (i) | Roger Federer          | 3-6, 7-6(6), 3-6      | details       |
| 6.                   | 7 oktober 2012    | ATP Peking            | Hardcourt     | Novak Djokovic         | 6-7(5), 2-6           | details       |
| 7.                   | 21 oktober 2012   | ATP Stockholm         | Hardcourt (i) | Tomáš Berdych          | 6-4, 4-6, 4-6         | details       |
| 8.                   | 22 september 2013 | ATP Metz              | Hardcourt (i) | Gilles Simon           | 4-6, 3-6              | details       |
| 9.                   | 23 februari 2014  | ATP Marseille         | Hardcourt (i) | Ernests Gulbis         | 6-7(5), 4-6           | details       |
| 10.                  | 18 oktober 2015   | ATP Shanghai          | Hardcourt     | Novak Djokovic         | 2-6, 4-6              | details       |
| 11.                  | 30 oktober 2016   | ATP Wenen             | Hardcourt (i) | Andy Murray            | 3-6, 6-7(6)           | details       |
| 12.                  | 29 oktober 2017   | ATP Wenen             | Hardcourt (i) | Lucas Pouille          | 1-6, 4-6              | details       |
| gewonnen challengers |                   |                       |               |                        |                       |               |
| 1.                   | 5 juli 2004       | Nottingham            | Gras          | Alex Bogdanovic        | 6-3, 6-4              | 6-3, 6-4      |
| 2.                   | 26 juli 2004      | Togliatti             | Hardcourt     | Ladislav Svarc         | 6-3, 7-6              | 6-3, 7-6      |
| 3.                   | 28 maart 2005     | León                  | Hardcourt     | Glenn Weiner           | 7-5, 7-5              | 7-5, 7-5      |
| 4.                   | 9 oktober 2006    | Rennes                | Hardcourt     | Tobias Summerer        | 1-6, 7-5, 7-5         | 1-6, 7-5, 7-5 |
| 5.                   | 2 april 2007      | Tallahassee           | Hardcourt     | Rik De Voest           | 6-1, 6-4              | 6-1, 6-4      |
| 6.                   | 9 april 2007      | Mexico-Stad           | Hardcourt     | Bruno Echagaray        | 6-4, 2-6, 6-1         | 6-4, 2-6, 6-1 |
| 7.                   | 30 april 2007     | Lanzarote             | Hardcourt     | Paul Baccanello        | 6-2, 6-2              | 6-2, 6-2      |
| 8.                   | 4 juni 2007       | Surbiton              | Gras          | Ivo Karlović           | 6-3, 7-6              | 6-3, 7-6      |

### Dubbelspel
| Nr.                           | Datum             | Toernooi          | Ondergrond    | Partner            | Tegenstanders in finale              | Score                |         |
| ----------------------------- | ----------------- | ----------------- | ------------- | ------------------ | ------------------------------------ | -------------------- | ------- |
| gewonnen finales mannendubbel |                   |                   |               |                    |                                      |                      |         |
| 1.                            | 29 oktober 2007   | ATP Lyon          | Tapijt        | Sébastien Grosjean | Łukasz Kubot Lovro Zovko             | 6-4, 6-3             | details |
| 2.                            | 13 januari 2008   | ATP Sydney        | Hardcourt     | Richard Gasquet    | Bob Bryan Mike Bryan                 | 4-6, 6-4, [11-9]     | details |
| 3.                            | 5 januari 2009    | ATP Brisbane      | Hardcourt     | Marc Gicquel       | Fernando Verdasco Mischa Zverev      | 6-4, 6-3             | details |
| 4.                            | 18 oktober 2009   | ATP Shanghai      | Hardcourt     | Julien Benneteau   | Mariusz Fyrstenberg Marcin Matkowski | 6-3, 6-4             | details |
| verloren finales mannendubbel |                   |                   |               |                    |                                      |                      |         |
| 1.                            | 20 februari 2011  | ATP Marseille     | Hardcourt (i) | Julien Benneteau   | Robin Haase Ken Skupski              | 3-6, 7-6(4), [11-13] | details |
| 2.                            | 26 februari 2012  | ATP Marseille     | Hardcourt (i) | Dustin Brown       | Nicolas Mahut Édouard Roger-Vasselin | 6-3, 3-6, [6-10]     | details |
| 3.                            | 4 augustus 2012   | Olympische Spelen | Gras          | Michaël Llodra     | Bob Bryan Mike Bryan                 | 6-7(4), 2-6          | details |
| 4.                            | 16 september 2013 | ATP Metz          | Hardcourt (i) | Nicolas Mahut      | Johan Brunström Raven Klaasen        | 4-6, 6-7(5)          | details |

## Resultaten grote toernooien
| Legenda | Legenda                          |
| ------- | -------------------------------- |
| g.t.    | geen toernooi gehouden           |
| l.c.    | lagere categorie                 |
| –       | niet deelgenomen                 |
| G       | uitgeschakeld in de groepsfase   |
| 1R      | uitgeschakeld in de eerste ronde |
| 2R      | uitgeschakeld in de tweede ronde |
| 3R      | uitgeschakeld in de derde ronde  |
| 4R      | uitgeschakeld in de vierde ronde |
| KF      | uitgeschakeld in de kwartfinale  |
| HF      | uitgeschakeld in de halve finale |
| F       | de finale verloren               |
| W       | het toernooi gewonnen            |
| w-v     | winst/verlies-balans             |

### Enkelspel
| toernooi            | 2005 | 2006 | 2007 | 2008 | 2009 | 2010 | 2011 | 2012 | 2013 | 2014 | 2015 | 2016 | 2017 | 2018 | 2019 | 2020 | 2021 | 2022 |
| ------------------- | ---- | ---- | ---- | ---- | ---- | ---- | ---- | ---- | ---- | ---- | ---- | ---- | ---- | ---- | ---- | ---- | ---- | ---- |
| grandslamtoernooien |      |      |      |      |      |      |      |      |      |      |      |      |      |      |      |      |      |      |
| Australian Open     | –    | –    | 1R   | F    | KF   | HF   | 3R   | 4R   | KF   | 4R   | –    | 4R   | KF   | 3R   | 2R   | 1R   | –    |      |
| Roland Garros       | 1R   | –    | –    | –    | 4R   | 4R   | 3R   | KF   | HF   | 4R   | HF   | 3R   | 1R   | –    | 2R   | –    | 1R   | 1R   |
| Wimbledon           | –    | –    | 4R   | –    | 3R   | KF   | HF   | HF   | 2R   | 4R   | 3R   | KF   | 3R   | –    | 3R   | g.t. | 1R   |      |
| US Open             | –    | –    | 3R   | 3R   | 4R   | –    | KF   | 2R   | –    | 4R   | KF   | KF   | 2R   | –    | 1R   | –    | –    |      |
| ATP Finals          |      |      |      |      |      |      |      |      |      |      |      |      |      |      |      |      |      |      |
| ATP Finals          | –    | –    | –    | G    | –    | –    | F    | –    | –    | –    | –    | –    | –    | –    | –    | –    | –    |      |
| ATP Masters 1000    |      |      |      |      |      |      |      |      |      |      |      |      |      |      |      |      |      |      |
| Indian Wells        | –    | –    | –    | 4R   | 3R   | 4R   | 2R   | 4R   | KF   | 2R   | –    | KF   | 2R   | –    | –    | g.t. |      |      |
| Miami               | –    | –    | –    | 3R   | KF   | KF   | 3R   | KF   | 4R   | 4R   | 3R   | 3R   | –    | –    | –    | g.t. | –    |      |
| Monte Carlo         | –    | –    | –    | –    | –    | 3R   | 2R   | KF   | HF   | KF   | 3R   | HF   | 2R   | –    | 1R   | g.t. | –    |      |
| Madrid              | l.c. | l.c. | l.c. | l.c. | 2R   | 2R   | 3R   | 3R   | KF   | 2R   | 3R   | 3R   | 2R   | –    | –    | g.t. | –    |      |
| Rome                | –    | –    | –    | 1R   | 1R   | KF   | 2R   | KF   | 2R   | 3R   | 2R   | –    | –    | –    | 1R   | –    | –    |      |
| Montreal/Toronto    | –    | –    | –    | –    | HF   | –    | HF   | 2R   | –    | W    | KF   | –    | 2R   | –    | 1R   | g.t. | –    |      |
| Cincinnati          | –    | –    | –    | –    | 2R   | –    | 2R   | –    | –    | 1R   | 1R   | 3R   | 2R   | –    | –    | –    | –    |      |
| Shanghai            | l.c. | l.c. | l.c. | l.c. | 3R   | KF   | 2R   | KF   | HF   | –    | F    | KF   | –    | –    | –    | g.t. | g.t. |      |
| Parijs              | –    | –    | 2R   | W    | KF   | –    | F    | KF   | 2R   | 2R   | 3R   | KF   | 2R   | 1R   | KF   | –    |      |      |
| statistieken        |      |      |      |      |      |      |      |      |      |      |      |      |      |      |      |      |      |      |
| titels per jaar     | 0    | 0    | 0    | 2    | 3    | 0    | 2    | 2    | 1    | 1    | 1    | 0    | 4    | 0    | 2    | 0    | 0    |      |
| eindejaarsranking   | 338  | 212  | 43   | 6    | 10   | 13   | 6    | 8    | 10   | 12   | 10   | 12   | 15   | 239  | 29   | 62   |      |      |

### Dubbelspel
| grandslamtoernooien |      |      |      |      |      |      |      |      |      |      |     |      |      |      |     |      |      |      |      |      |
| Australian Open     | –    | –    | –    | –    | –    | –    | 2R   | –    | –    | –    | –   | –    | –    | –    | –   | –    | –    | –    | –    | –    |
| Roland Garros       | 1R   | 1R   | –    | –    | –    | –    | –    | 1R   | –    | –    | –   | –    | –    | –    | –   | –    | –    | –    | –    | 2R   |
| Wimbledon           | –    | –    | –    | –    | –    | –    | –    | –    | –    | –    | –   | –    | –    | –    | –   | –    | –    | –    | g.t. | –    |
| US Open             | –    | –    | –    | –    | –    | –    | –    | –    | –    | –    | –   | –    | –    | –    | –   | –    | –    | –    | –    | –    |
| ATP Masters 1000    |      |      |      |      |      |      |      |      |      |      |     |      |      |      |     |      |      |      |      |      |
| Indian Wells        | –    | –    | –    | –    | –    | –    | 1R   | –    | 2R   | –    | KF  | –    | KF   | –    | –   | –    | –    | –    | g.t. | –    |
| Miami               | –    | –    | –    | –    | –    | –    | KF   | KF   | KF   | –    | –   | –    | –    | 1R   | –   | –    | –    | –    | g.t. | –    |
| Monte Carlo         | –    | –    | –    | –    | –    | –    | –    | –    | 2R   | 2R   | 1R  | –    | –    | 2R   | 1R  | –    | –    | –    | g.t. | –    |
| Madrid              | l.c. | l.c. | l.c. | l.c. | l.c. | l.c. | l.c. | –    | –    | 2R   | 1R  | –    | –    | 1R   | –   | –    | –    | –    | g.t. | –    |
| Rome                | –    | –    | –    | –    | –    | –    | –    | 2R   | 1R   | 1R   | –   | –    | –    | –    | –   | –    | –    | –    | –    | –    |
| Montreal/Toronto    | –    | –    | –    | –    | –    | –    | –    | 1R   | –    | KF   | –   | –    | KF   | 2R   | –   | 2R   | –    | –    | g.t. | –    |
| Cincinnati          | –    | –    | –    | –    | –    | –    | –    | KF   | –    | –    | –   | –    | –    | 1R   | 2R  | –    | –    | –    | –    | –    |
| Shanghai            | l.c. | l.c. | l.c. | l.c. | l.c. | l.c. | l.c. | W    | 1R   | –    | 2R  | –    | –    | –    | KF  | –    | –    | –    | g.t. | g.t. |
| Parijs              | –    | –    | –    | –    | –    | 2R   | 1R   | 2R   | –    | –    | –   | –    | 1R   | –    | 2R  | –    | –    | –    | –    | –    |
| olympisch           |      |      |      |      |      |      |      |      |      |      |     |      |      |      |     |      |      |      |      |      |
| Olympische Spelen   | g.t. | g.t. | –    | g.t. | g.t. | g.t. | –    | g.t. | g.t. | g.t. | F   | g.t. | g.t. | g.t. | 1R  | g.t. | g.t. | g.t. | g.t. | –    |
| statistieken        |      |      |      |      |      |      |      |      |      |      |     |      |      |      |     |      |      |      |      |      |
| titels per jaar     | 0    | 0    | 0    | 0    | 0    | 1    | 1    | 3    | 0    | 0    | 1   | 0    | 0    | 0    | 0   | 0    | 0    | 0    | 0    | 0    |
| eindejaarsranking   | 933  | 645  | 782  | 1651 | —    | 111  | 130  | 34   | 242  | 115  | 198 | 412  | 156  | 376  | 168 | —    | —    | 711  | 774  | 383  |